# (34126) Cornaa
(34126) Cornaa  es un asteroide perteneciente al cinturón de asteroides, descubierto el 23 de agosto de 2000 por S. Sposetti desde el Observatorio Astronómico de Gnosca, en Suiza.

## Designación y nombre
(34126) Cornaa se designó inicialmente como 2000 QA1.
Fue nombrado por varios cornejos (Cornus mas, familia Cornaceae) que crecen alrededor del observatorio. Muestran pequeñas flores amarillas a fines del invierno y bayas rojas en verano. Su madera es muy dura y sus frutos son comestibles. El nombre del dialecto local de este árbol es cornaa.

## Características orbitales
(34126) Cornaa orbita a una distancia media del Sol de 2,758 ua, pudiendo acercarse hasta 2,300 ua y alejarse hasta 3,215 ua. Tiene una excentricidad de 0,166 y una inclinación orbital de 1,057 grados. Emplea en completar una órbita alrededor del Sol 1672,59 días.

## Características físicas
Su magnitud absoluta es 14,98. Tiene 5,499 km de diámetro y su albedo se estima en 0,084.